# Bree Turner
Pour les articles homonymes, voir Turner.
Bree Turner est une actrice américaine née le 10 mars 1977 à Palo Alto.

## Biographie
Elle est la fille de Kevin Turner un footballeur professionnel.
Elle est élevée en Californie du Nord, Bree Turner est venue en Californie du Sud pour étudier à l'UCLA et poursuivre activement la danse et la comédie. Elle a également étudié à l'étranger au King's College de Londres. 
Elle réside actuellement à Los Angeles avec son mari qui est chirurgien, sa fille et son fils.

## Filmographie

### Cinéma
- 1996 : Dunston : Panique au palace (Dunston Checks In) : French Girl
- 1997 : Le Mariage de mon meilleur ami (My Best Friend's Wedding) : Title Sequence Performer #4
- 1998 : Night Train : Girl
- 1999 : Tweeker : Heather
- 1999 : Elle est trop bien (She's All That) : Dancer
- 1999 : Duel on Planet Z : Nurse Yummhumm
- 1999 : Austin Powers 2 : L'Espion qui m'a tirée (Austin Powers: The Spy Who Shagged Me) : Dancer #1
- 2000 : Backyard Dogs (vidéo) : Kristy James
- 2000 : True Vinyl : Maya Taylor
- 2001 : Jungle Juice : Aimee
- 2001 : The Myersons : Jenny
- 2001 : Un mariage trop parfait (The Wedding Planner) : Tracy, Bride
- 2001 : Joe La Crasse (Joe Dirt) : Sorority Girl
- 2001 : American Pie 2 de James B. Rogers : Amy's Friend
- 2002 : The Quest for Length : Roger's Girlfriend
- 2002 : Sorority Boys : Tiffany
- 2002 : Frères de sang (Whacked!) : Amanda
- 2003 : Special Breakfast Eggroll: 99¢ : Jessie
- 2004 : American Girls 2 (Bring It on Again) (vidéo) : Tina Hammersmith
- 2004 : Perfect Opposites : Starr
- 2006 : The TV Set : Carla
- 2006 : Lucky Girl (Just My Luck) : Dana
- 2006 : Jekyll + Hyde : Martha Utterson
- 2007 : Rex, chien pompier (Firehouse Dog) : Liz Knowles
- 2008 : The Year of Getting to Know Us : Sandi
- 2008 : Green Flash (vidéo) : Charla
- 2008 : Animated American : Trixie
- 2009 : L'Abominable Vérité : Joy
- 2011 : L'amour au compteur (Take Me Home) : Eve
- 2014 : Street Dancing Ninja (vidéo) : Crystal

### Télévision
- 1997 : USA High (série télévisée) : Tina
- 1998 : La fille de l'équipe (en) (Hang Time) (série télévisée) : Tina
- 1999 : Undressed (série télévisée) : Tina
- 1999 : Gigolo à tout prix (Deuce Bigalow: Male Gigolo) : Allison
- 2000 : Electric Playground (série télévisée)
- 2001 : North Hollywood (téléfilm) : Casting Assistant
- 2001 : Moesha (série télévisée) : Brenda
- 2002 : Spin City (série télévisée) : Tracy Crandall
- 2003 : Le Monde merveilleux d'Andy Richter (Andy Richter Controls the Universe) (série télévisée) : Teena
- 2003 : Cold Case : Affaires classées (Cold Case) (série télévisée) : Ellen Curtis
- 2004 : Century City (série télévisée) : Eva
- 2004 : Good Girls Don't... (série télévisée) : Marjorie
- 2005 : 1/4life (téléfilm) : Brittany
- 2005 : Las Vegas (série télévisée) : Jenny
- 2005 : Sex, Love and Secrets (série télévisée) : Sam
- 2005 : Les Maîtres de l'horreur (Masters of Horror) (série télévisée) : Ellen
- 2006 : Flirt (téléfilm) : Diana Crane
- 2006 : Love Monkey (série télévisée) : Annette
- 2007 : Traveler : Ennemis d'État (série télévisée) : Nell Graham
- 2007 : Standoff : Les Négociateurs (Standoff) (série télévisée) : Natalie
- 2008 : Held Up (téléfilm) : Larry
- 2008 : Quarterlife (série télévisée) : Carly
- 2008 : Ghost Whisperer (série télévisée) : Elizabeth
- 2009 : Celebrities Anonymous (téléfilm) : Amanda Stiles
- 2011 : Raising Hope (série télévisée) : Susan Collins
- 2011-2017 : Grimm (série télévisée) : Rosalee Calvert
- 2012 : Mentalist : Iris Porchetto (saison 4 épisode 12)
- 2018 : 9-1-1 (série télévisée) : Sarah (saison 1 épisode 8)
- 2019-2020 : New York, unité spéciale (saison 21, épisodes 9 et 10) : Granya Marcil